# Château de Saché
O Château de Saché é um casa situado em Indre-et-Loire, na antiga Touraine, no vale do rio Indre, França. Foi aqui que, entre 1830 e 1837, o escritor francês, Honoré de Balzac, escreveu algumas de suas mais belas obras da série La comédie humaine, compreendendo cerca de 90 romances, em que ele tentou refletir todos os aspectos da sociedade francesa em seu tempo.
Hoje, este Château é um museu dedicado à vida do autor.